# 栗ノ木バイパス

新潟市近郊のバイパス網を表した路線図。

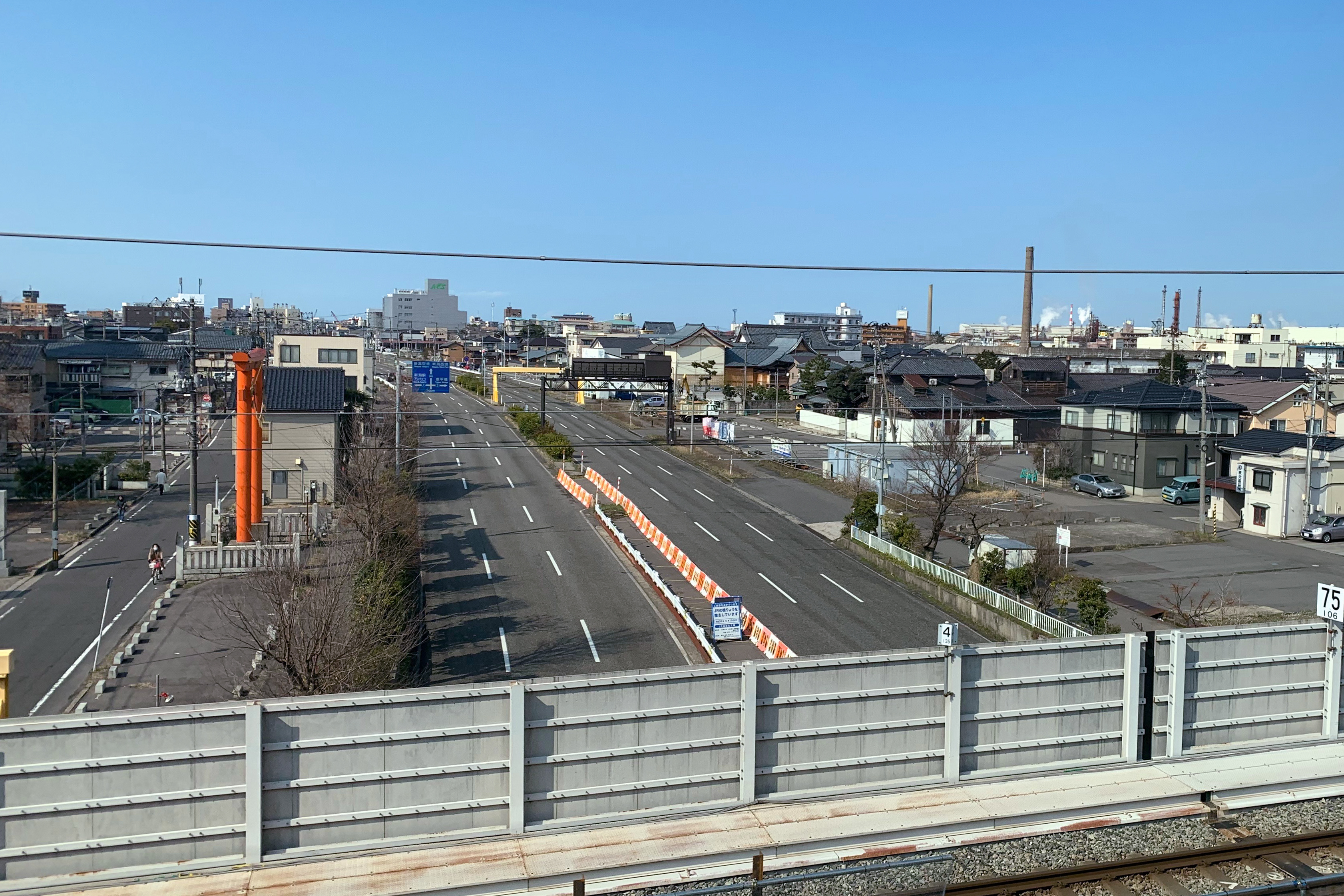
栗ノ木バイパス。右側の用地は後述の栗ノ木道路建設の際に用いられる予定（2019年3月、列車内から北側を望む）

栗ノ木バイパス（くりのきバイパス）は、新潟県新潟市中央区万代島地内の万国橋交差点から、同区紫竹山三丁目地内の紫竹山インターチェンジに至るバイパス道路である。万代島から同区明石二丁目に至る区間は新潟県道464号新潟港沼垂線、明石二丁目から紫竹山三丁目に至る区間は国道7号（国道8号・国道17号・国道49号・国道403号・国道459号重複）に指定されている。
全線が新潟市の都市計画道路「万代島ルート線」、ならびに地域高規格道路「新潟南北道路」の計画路線および整備路線に指定されている。
なお国道区間のうち、同区沼垂東二丁目 - 同区鐙の延長1.4 kmの間は栗ノ木道路（くりのきどうろ）、鐙 - 紫竹山間の延長700 m の間は紫竹山道路（しちくやまどうろ）の事業名称で、バイパスの一部を連続立体交差化する事業が進められている。

## 概要
路線としては、北側の万国橋交差点 - 栗ノ木橋交差点間は県道464号、明石通・新潟県道3号新潟新発田村上線（旧7号・新発田街道）と交差する栗ノ木橋交差点以南は国道7号となる。

## 歴史
バイパス名称の「栗ノ木」とは、新潟市江南区亀田地区と鳥屋野潟周辺部から信濃川の新潟港西港区（新潟西港）万代島埠頭付近に通じていた栗ノ木川（くりのきがわ）に因むものである。栗ノ木バイパスはその流路跡を活用する形で整備されたもので、今日においては中央区中心部と新潟バイパス・亀田バイパスとの間を連絡する幹線道路の一つであるが、現在もバイパス上の交差点名には「万国橋」「栗ノ木橋」「笹越橋」「紫雲橋」などのように、かつての橋梁名が残されている。

### 栗ノ木川
栗ノ木川は鳥屋野潟南部のいわゆる亀田郷（現在の新潟市江南区の全域と東区・中央区の各南部）から鳥屋野潟を経て信濃川下流部に注ぐ河川であった。亀田郷はかつて「地図に無い湖」とも揶揄された程、非常に水捌けの悪い地域であったが、1892年に鳥屋野潟の排水を強化するため、笹口（現在の笹越橋交差点付近）地内から東へ分流して通船川へ通じる分水路として新栗ノ木川（しんくりのきがわ）が開削された。当時の新潟市周辺は湿地帯で道路網が乏しく、舟運が主たる交通手段であったため、ともに昭和時代初期まで沼垂周辺の水上交通の要を担っていた。
1948年（昭和23年）、戦前から進められていた農地整備事業の一環として鳥屋野潟東端部に建設された栗ノ木排水機場が稼働を開始し、栗ノ木川と新栗ノ木川は亀田郷地域の広域排水を担う事になった。これによって新潟市周辺の乾田化が進み、生産性が大幅に改善された上に、米の品質も大きく向上した。それに加えて都市開発が急速に進捗し、宅地開発も進められたが、当時の新潟市は下水道の整備が立ち遅れており、栗ノ木川も生活排水の流入によって著しい水質悪化に陥っていた。さらに1964年（昭和39年）6月16日に発生した新潟地震の影響で、栗ノ木川の下流部は津波によって浸水し、約1か月にわたって冠水が続く深刻な被害を受け、栗ノ木排水機場も設備が一部損壊するなど機能低下に陥った。震災後、栗ノ木川沿岸の住民は水害の抜本対策として新潟県と新潟市に対し、栗ノ木川を埋め立てるよう陳情を行った。

### 栗ノ木川の埋め立てと道路建設
これらを受けて県は震災復旧事業の一環として鳥屋野潟西部に新たな排水路の新設と、栗ノ木川下流部を埋め立てて道路を整備する方針を決定した。これによって既に老朽化が進んでいた栗ノ木排水機場は廃止され、それに代わる排水経路として1967年（昭和42年）に鳥屋野潟西部から信濃川へ直接排水する親松排水路が開削され、合流部の親松排水機場が稼働を開始。栗ノ木川は農業排水路としての役目を終え、その翌年に同川の地下に下水道が整備されると完全に役割を終えた。そして埋め立て後の道路は急速な自動車社会の進展に合わせ、6車線の都市計画道路「栗ノ木線」として整備する方針が決定し、栗ノ木川は川幅を狭め、笹口以北の本流を廃止して埋め立てられ、流路は新栗ノ木川に統合された。道路は1968年（昭和43年）に着工し、南側から順次供用を開始。1975年（昭和50年）の万国橋交差点 - 笹越橋交差点間開通により全線が開通した。
埋め立てと道路建設に際し、栗ノ木川の旧流路に架かっていた橋梁は順次撤去されたが、主要道路の交差点の名称にはかつての橋梁名が残された。当時の橋梁の躯体が残存している箇所はごく少ないが、かつて東港線に架かっていた万国橋跡には、現在も旧河口側に当時の欄干が残っている。

### 沿革
- 1967年（昭和42年）10月12日：新潟県が新潟市の都市計画道路「栗ノ木線」として計画決定。栗ノ木川の笹口から河口までの下流部堰き止めが開始される。
- 1968年（昭和43年）：道路建設事業が着工。
- 1973年（昭和48年）11月22日：紫竹山IC - 紫雲橋交差点間が、国道49号として開通。
- 1973年（昭和48年）12月：紫雲橋交差点 - 笹越橋交差点間が開通。
- 1974年（昭和49年）4月20日：紫竹山IC - 紫雲橋交差点間が国道7号・国道113号に指定。
- 1974年（昭和49年）4月22日：紫竹山IC - 紫雲橋交差点間が国道8号・国道17号の重複区間に指定。
- 1975年（昭和50年）4月1日：全線開通。
- 1992年（平成4年）9月11日：新潟県が栗ノ木線の名称及び起終点を変更し、都市計画道路「万代島ルート線」として計画決定。
- 1993年（平成5年）4月1日：紫竹山IC - 栗ノ木橋交差点間が国道403号・国道459号の重複区間に指定。また国道113号の区間変更に伴い、同区間が重複区間から除外される。

## 栗ノ木道路・紫竹山道路
| 国道7号標識 | 国道8号標識 | 国道17号標識 | 国道49号標識 | 国道403号標識 | 国道459号標識 | 新潟県道5号標識 |

### 問題点

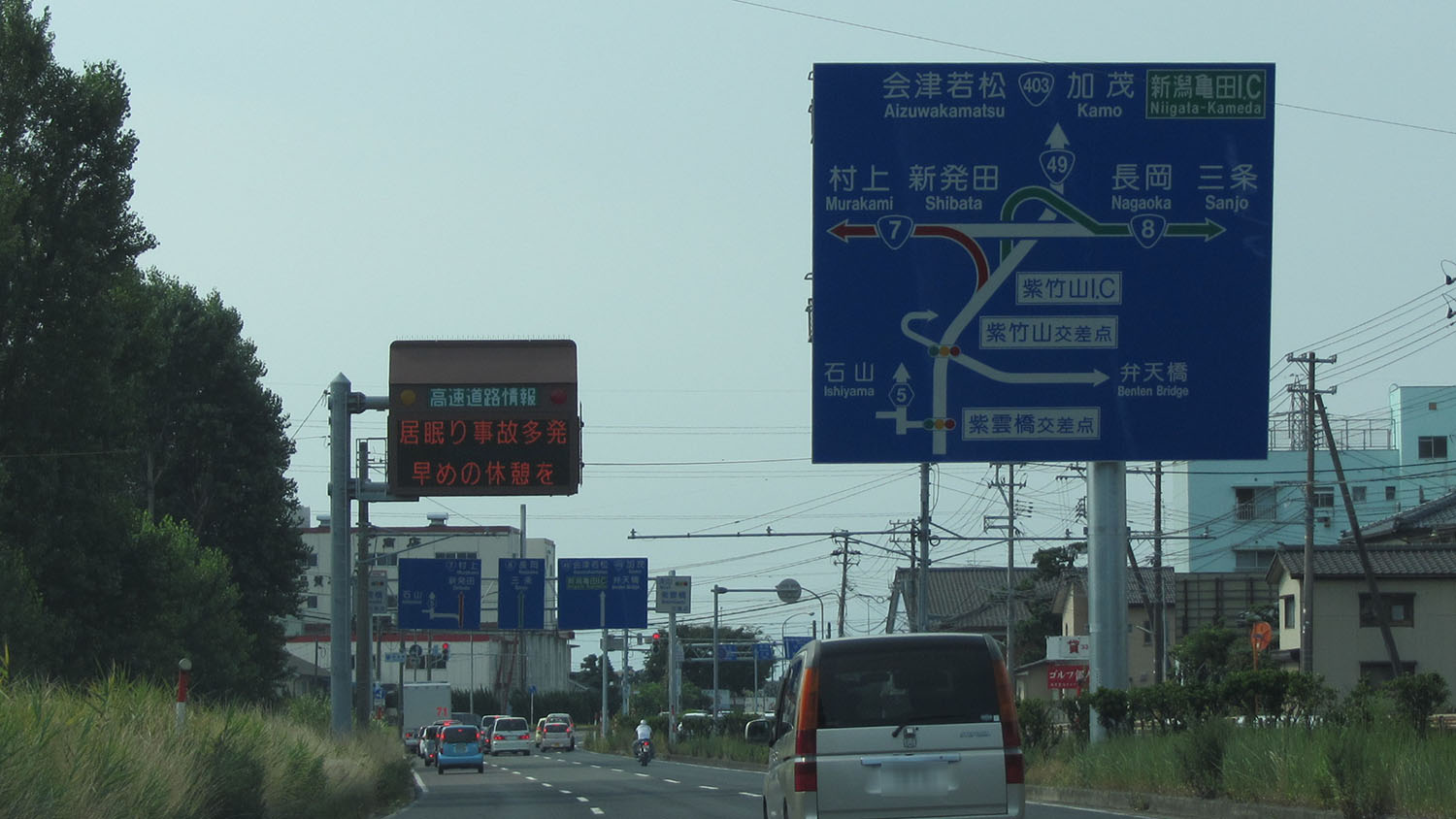
紫雲橋 - 紫竹山ICでは多くの交差点が近接する

栗ノ木バイパスの交通量は増大しており、短間隔で平面交差を繰り返す上、前述した紫竹山IC周辺部の構造的な不備もあいまって、長年にわたり渋滞が慢性化した。
栗ノ木バイパスは全線6車線だが、紫竹山ICを除いて全て平面交差となっており、また市街地を経由する上、右左折車線の不備な箇所もあった。紫雲橋交差点から紫竹山交差点、紫竹山ICにかけての区間は緩やかなカーブになっているのに加え、交差点や合流・分岐が近接していることから最大で片側5車線が設けられている区間があり、交差点では新潟県道5号新潟新津線や新潟市道紫竹山鳥屋野線などが多重にクランクして接続するなど道路構造が非常に複雑で、特に朝・夕のラッシュ時、両交差点ではバイパス上の右折車線の流れが著しく悪く、迷い運転や接触事故も多発した。
また信越本線と白新線及び上越新幹線をアンダーパスで立体交差する箇所は、4.7 mの桁下高を確保するため標高0 m以下の窪地状になっており、降雨時には冠水を防ぐためポンプによる排水を行っている。だが稀に排水能力を超える豪雨となった際にはアンダーパス部が冠水によって通行できなくなる場合があり、近年では1998年（平成10年）8月4日、1999年（平成11年）8月12日、2008年8月28日（平成20年）に上下線とも、2011年（平成23年）7月28日にも上り線（万国橋方面）のみで冠水が発生し、栗ノ木橋交差点 - 笹越橋交差点間で通行止が実施された例がある。

### 事業化に至るまで
国と新潟県・新潟市の3者は1992年（平成4年）9月、栗ノ木バイパスに該当する都市計画道路「栗ノ木線」の名称と起点・終点を変更し、紫竹山IC - 寄居町間の延長5.6kmを都市計画道路「万代島ルート線」として計画決定し、翌1993年（平成5年）には柳都大橋の建設が決定。道路を高規格化して栗ノ木バイパスと東港線の各一部を連続立体交差化し、柳都大橋へ直通させる方針も打ち出された。さらに国は1994年（平成6年）12月16日、亀田バイパスの新潟亀田IC - 紫竹山IC間と万代島ルート線全線の延長8kmの区間を「新潟南北道路」として地域高規格道路に指定した。しかし一方、周辺環境の悪化を懸念する地元住民の一部が栗ノ木バイパスと東港線の立体交差化に反対する旨を唱えるなど、計画は難航した。
その後紆余曲折を経て、栗ノ木バイパス北側と東港線の立体交差化は当面見送り、まず渋滞が著しい栗ノ木バイパス南側について連続立体交差化を実施する方針が決定し、「栗ノ木道路」の事業名称で2007年（平成19年）度に事業化された。さらに紫竹山ICの完全立体化と、紫雲橋交差点 - 紫竹山IC間の複雑な道路構造を解消する方針も決定し、「紫竹山道路」の事業名称で2011年（平成23年）度に事業化された。
暫定措置として国土交通省新潟国道事務所では2010年（平成22年）春から秋にかけ、紫雲橋交差点付近と紫竹山ICの周辺部で方面別に標識と路面を色分けする「カラー連携標示」を導入し、方面標識の表示内容を詳細化するなどして交通の整流化を図った。

### 事業内容
計画では現在の栗ノ木バイパスと、東側に並行する新潟県道5号新潟新津線を、JR線のアンダーパス部南側（現在の馬越交差点付近）から紫竹山交差点にかけての区間で道路を統合した上で、栗ノ木バイパスの路盤を全区間にわたって嵩上げする。2022年（令和4年）10月1日21時から翌2日6時30分ごろにかけて新潟県道5号新潟新津線の馬越交差点 - 紫竹山交差点間が国道7号栗ノ木バイパスとして紫竹山IC方面に向かう一方通行の道路に切り替えられた。アンダーパス部以南の区間は一部連続立体交差方式（平面拡幅高架併用型）で整備し、中央部に上下線の高架道路（ともに片側2車線）を、その両側には上下線の地表道路（ともに片側2車線）と自転車歩行者道を設ける。高架部はアンダーパス部と紫竹山ICの間を直通するため、中央区中心部からバイパスへは信号処理なしで直進可能となり、区間内には現在の笹越橋交差点付近にダイヤモンド型のインターチェンジが設置される。高架部に並行する地表部は現在の笹越橋、紫雲橋、紫竹山の各交差点で各道路と接続するのに加え、鐙地内では現在栗ノ木バイパスで分断されている都市計画道路網川原線が接続する。笹越橋交差点と鐙地内に新設される交差点の間には、上下線を連絡するUターン路が1箇所ずつ設けられる。廃止される馬越交差点に代わり、付近には横断歩道橋が設けられる。栗ノ木バイパスと新潟新津線の間を流れている栗ノ木川は道路中央部の高架下へ移設し、流路は道路横断箇所等を除き露天のままとして蓋は掛けない。また、現在矢板を使用している断面は護岸ブロックとする。
紫竹山ICは新潟・亀田両バイパスと、栗ノ木バイパスの高架部のみの結節点となるため、地表部の紫竹山IC以南は亀田バイパスの水原・新津方面への直通のみとし、新潟バイパスへの流入・流出は不可能となる。そのため黒埼・曽和方面へは弁天インターチェンジから、新発田方面へは新潟新津線の紫竹跨道橋付近に新設されるハーフインターからのアクセスとなる。紫竹山ICは現在、亀田バイパス方面から新発田方面への接続は対向する本線（黒埼・亀田方面）を一時停止方式で横断してからオンランプへ合流する平面交差となっているが、この間にオンランプを増設して平面交差を解消し、全方面のランプが完全立体化される。それと合わせ、新発田方面から栗ノ木バイパス方面へのオフランプは現状の多重合流を避けるため、ランプが北側へ延伸される。紫雲橋・紫竹山両交差点付近では、市道紫鳥線と新潟新津線を直通化させるなどの改良が行われる。
なお前述のJR線のアンダーパス部については冠水対策として、現在進められている新潟駅連続立体交差事業の進捗に合わせ、在来線の高架化後にバイパスの路盤を嵩上げして冠水を防ぐ工事が実施される予定である。
栗ノ木道路・紫竹山道路とも全面竣工時期は未定だが、今後栗ノ木バイパス沿線では道路の移設や新設に加え栗ノ木川の流路移設などといった大規模な工事が計画されている。

## 交差する道路
- 交差する道路の特記がないものは市道。

| 交差する道路                                              | 交差する道路                            | 交差する場所 | 路線番号  | 本町から (km) |
| --------------------------------------------------------- | --------------------------------------- | ------------ | --------- | ------------- |
| 国道113号（東港線・東港線バイパス）                       | 国道113号（東港線・東港線バイパス）     | 万国橋       | 県道464号 | -             |
| 国道7号（明石通）新潟駅方面                               | 県道3号新潟新発田村上線（旧7号）        | 栗ノ木橋     | 県道464号 | -             |
| 国道7号（明石通）新潟駅方面                               | 県道3号新潟新発田村上線（旧7号）        | 栗ノ木橋     | 国道7号   |               |
| 新潟市道                                                  | 県道5号新潟新津線（旧49号）             | 馬越         |           |               |
| 県道51号新潟黒埼インター笹口線（笹出線）                  | 新潟市道出来島上木戸線1号（笹木戸線）   | 笹越橋       |           |               |
| 新潟市道紫竹山鳥屋野線（紫鳥線）                          | 県道5号新潟新津線（旧49号）             | 紫竹山       |           |               |
| 国道8号（新潟バイパス）長岡・三条方面                     | 国道7号（新潟バイパス）村上・新発田方面 | 紫竹山IC     | 4.4       |               |
| 国道49号 会津若松方面・国道403号 加茂方面（亀田バイパス） |                                         |              |           |               |

この間、新潟県道5号新潟新津線（旧49号）とは新栗ノ木川を挟んでほぼ並行しており、栗ノ木橋交差点、馬越交差点、紫竹山交差点の3箇所で接続している。

## 旧道
- 国道49号
  - 新潟市中央区紫竹三丁目（紫雲橋交差点（県道・東側）） - 新潟市中央区沼垂東二丁目（沼垂東二丁目交差点）：新潟県道5号新潟新津線
- 国道7号・国道8号・国道17号・国道113号
  - 新潟市中央区紫竹三丁目（紫雲橋交差点（県道・東側）） - 新潟市中央区沼垂東二丁目（沼垂東二丁目交差点）：新潟県道5号新潟新津線
  - 新潟市中央区沼垂東二丁目（沼垂東二丁目交差点） - 新潟市中央区明石二丁目（栗ノ木橋交差点）：新潟県道3号新潟新発田村上線

当初、この旧道区間は国道49号のみが指定されていたが、1974年（昭和49年）に国道7号、国道8号、国道17号、国道113号が新潟バイパス経由の区間に指定変更された際、同区間もこれらの国道の重複区間とされた。翌年の栗ノ木バイパスの開通に伴い、国道指定から外れている。
※国道403号、国道459号はバイパス開通後の指定のため、旧道は存在しない。

## 接続するバイパスの位置関係

### 国道7号
（新潟方面）現道 - 栗ノ木バイパス - 新潟バイパス （村上方面）

### 国道8号、国道17号
（新潟方面）現道 - 栗ノ木バイパス - 新潟バイパス （京都、東京方面）

### 国道49号
（いわき方面）亀田バイパス - 栗ノ木バイパス - 終点（新潟方面）